# エリン (色)
エリン（Erin）とは、緑やグッピーグリーンに近い色で純色の一種。

## 近似色
- 緑
- グッピーグリーン